# Drive (empresa)
Drive Co., Ltd. (株式会社ドライブ Kabushiki-gaisha Doraibu?), es una empresa productora de animación y música japonesa fundada en 2015.

## Historia
Fue establecida en mayo de 2015 por Chie Nakamura, quien ha realizado trabajos independientes relacionados con la música durante muchos años. Tiene dos sistemas de negocio: producción musical y producción de animación.
Dirige el sello musical "müchette (ミュシェット Myushetto?)".

## Trabajos

### Anime

#### Series de televisión
| Año  | Título                                   | Director                            | Fecha de primera transmisión | Fecha de última transmisión | Eps. | Notas | Refs.                      |
| ---- | ---------------------------------------- | ----------------------------------- | ---------------------------- | --------------------------- | ---- | --- | -------------------------- |
| 2019 | Actors: Songs Connection                 | Osamu Yamasaki                      | 6 de octubre de 2019         | 22 de diciembre de 2019     | 12   | Parte de una franquicia multimedia japonesa creada por Exit Tunes.                                        | [ 4 ]                      |
| 2022 | Teppen!!!!!!!!!!!!!!!                    | Shinji Takamatsu Toshinori Watanabe | 2 de julio de 2022           | 24 de septiembre de 2022    | 12   | Adaptación del manga escrito por Inujun e ilustrado por Namamugi.                                         | [ 5 ] [ 6 ]                |
| 2022 | Fumetsu no Anata e Season 2              | Kiyoko Sayama                       | 23 de octubre de 2022        | 12 de marzo de 2023         | 20   | Secuela de Fumetsu no Anata e.                                                                            | [ 7 ] [ 8 ]                |
| 2023 | Kono Subarashii Sekai ni Bakuen wo!      | Takaomi Kanasaki Yūjirō Abe         | 6 de abril de 2023           | 22 de junio de 2023         | 12   | Adaptación de las novelas ligeras spin-off escritas por Natsume Akatsuki e ilustradas por Kurone Mishima. | [ 9 ] [ 10 ]               |
| 2024 | Momochi-san Chi no Ayakashi Ōji          | Bob Shirahata                       | 6 de enero de 2024           | 23 de marzo de 2024         | 12   | Adaptación del manga escrito e ilustrado por Aya Shouoto.                                                 | [ 11 ] [ 12 ] [ 13 ]       |
| 2024 | Kono Subarashii Sekai ni Shukufuku wo! 3 | Takaomi Kanasaki Yūjirō Abe         | 10 de abril de 2024          | 19 de junio de 2024         | 11   | Secuela de Kono Subarashii Sekai ni Shukufuku o! 2.                                                       | [ 9 ] [ 14 ] [ 15 ] [ 16 ] |
| 2024 | Amagami-san Chi no Enmusubi              | Yūjirō Abe                          | 2 de octubre de 2024         | 26 de marzo de 2025         | 24   | Adaptación del manga escrito e ilustrado por Marcey Naito.                                                | [ 17 ] [ 18 ] [ 19 ]       |
| 2025 | Fumetsu no Anata e Season 3              | Kiyoko Sayama Sōta Yokote           | 4 de octubre de 2025         | —                           | —    | Secuela de Fumetsu no Anata e Season 2. Coproducción junto a Studio Massket.                              | [ 20 ] [ 21 ]              |
| 2026 | Ganbare! Nakamura-kun!!                  | Aoi Umeki Naoki Yoshibe             | 2026                         | —                           | —    | Adaptación del manga escrito e ilustrado por Syundei.                                                     | [ 22 ] [ 23 ]              |

#### ONAs
| Año  | Título   | Director                     | Fecha de primera transmisión | Fecha de última transmisión | Eps. | Notas              | Refs.  |
| ---- | -------- | ---------------------------- | ---------------------------- | --------------------------- | ---- | ------------------ | ------ |
| 2020 | Vladlove | Mamoru Oshii Junji Nishimura | 18 de diciembre de 2020      | 14 de marzo de 2021         | 12   | Historia original. | [ 24 ] |

#### OVAs
| Año  | Título                                                | Director                    | Fecha de primera transmisión | Fecha de última transmisión | Eps. | Notas                                                       | Refs.  |
| ---- | ----------------------------------------------------- | --------------------------- | ---------------------------- | --------------------------- | ---- | ----------------------------------------------------------- | ------ |
| 2025 | Kono Subarashii Sekai ni Shukufuku wo! 3: Bonus Stage | Takaomi Kanasaki Yūjirō Abe | 25 de abril de 2025          | 25 de abril de 2025         | 2    | Historia original de Kono Subarashii Sekai ni Shukufuku o!. | [ 25 ] |

#### Como colaborador
- Fate/Grand Order: First Order (producción principal: Lay-duce; Asistencia de producción musical, 2016)[26]
- Fate/Grand Order: Zettai Majuu Sensen Babylonia (producción principal: CloverWorks; Asistencia de producción musical, 2019)[27]
- Tensei shitara Slime Datta Ken 2nd Season (producción principal: 8-Bit; Asistente de producción (ep. 32), 2021)[28]
- Tensei shitara Slime Datta Ken 2nd Season Part 2 (producción principal: 8-Bit; Animación intermedia (ep. 41), Asistencia de producción (ep. 41), 2021)[29]
- Muv-Luv Alternative (producción principal: Yumeta Company, Graphinica; Asistente de producción (ep. 4), 2021)[30]

### Música
| Año  | Proyecto                                                                     | Papel                                                         | Refs.  |
| ---- | ---------------------------------------------------------------------------- | ------------------------------------------------------------- | ------ |
| 2015 | CD drama de 81 Produce del proyecto del 35 aniversario de Shidenkai no Taka. | Producción musical asociada.                                  | [ 31 ] |
| 2015 | Álbum recopilatorio del 40 aniversario de Studio Deen (earnest.zero).        | Producción musical.                                           | [ 32 ] |
| 2015 | Serie de anime The Reflection.                                               | Producción musical del tráiler de la serie.                   | [ 33 ] |
| 2016 | Serie de anime Congqian Youzuo Lingjianshan.                                 | Producción musical asociada del tema de apertura y de cierre. | [ 34 ] |
| 2016 | CD drama de 81 Produce del proyecto del 35 aniversario de Nagayao Zanshouki. | Producción musical.                                           | [ 35 ] |
| 2016 | PV para Adult Swim de Yaki-Gote.                                             | Producción musical.                                           | [ 36 ] |
| 2016 | Serie de anime Rilu Rilu Fairilu ~Yousei no Door~.                           | Producción musical asociada.                                  | [ 37 ] |
| 2016 | Serie de anime Luger Code 1951.                                              | Producción musical asociada.                                  | [ 38 ] |
| 2017 | Serie de anime Congqian Youzuo Lingjianshan 2nd Season.                      | Producción musical.                                           | [ 39 ] |
| 2017 | Serie de anime Rilu Rilu Fairilu ~Maho no Kagami~.                           | Producción musical asociada.                                  | [ 40 ] |
| 2018 | PV especial del canal oficial de Youtube de One Piece.                       | Producción musical.                                           | [ 41 ] |
| 2018 | Serie de anime Agū: Tensai Ningyō.                                           | Producción musical.                                           | [ 42 ] |
| 2018 | Serie de anime Ken En Ken: Aoki Kagayaki.                                    | Producción musical.                                           | [ 43 ] |
| 2019 | Canciones originales de la película Jigoku Shōjo.                            | Producción musical.                                           | [ 44 ] |
| 2020 | Corto animado Rick y Morty: Samurai & Shogun.                                | Producción musical.                                           | [ 45 ] |
| 2021 | Corto animado Rick y Morty: Samurai & Shogun 2.                              | Producción musical.                                           | [ 46 ] |
| 2022 | Serie de anime Thermae Romae Novae.                                          | Producción musical.                                           | [ 47 ] |

#### Artistas afiliados
- Ryū Kawasaki: Compositor / Piano[48]
- Tomoyuki Kono: Compositor[49]
- Yasuyuki Yamazaki: Compositor / Shinobue[50]
- Ayana Tsujita: Compositora[51]
- Nanahira: Cantante[52]